# Proástio
Proástio är en ort i Grekland.   Den ligger i prefekturen Nomós Kardhítsas och regionen Thessalien, i den centrala delen av landet, 230 km nordväst om huvudstaden Aten. Proástio ligger 108 meter över havet och antalet invånare är 1 766.
Terrängen runt Proástio är mycket platt. Runt Proástio är det tätbefolkat, med 257 invånare per kvadratkilometer. Närmaste större samhälle är Karditsa, 13,6 km söder om Proástio. Trakten runt Proástio består till största delen av jordbruksmark.